# سارا جانيت دونكان
سارا جانيت دونكان (بالإنجليزية: Sara Jeannette Duncan)‏ (22 ديسمبر 1861، برانتفورد في كندا - 22 يوليو 1922 في المملكة المتحدة)؛ كاتِبة، صحفية وروائية كندية.

## روابط خارجية
- سارا جانيت دونكان على موقع الموسوعة البريطانية (الإنجليزية)